# Liste von Kuhmuseen
In der Liste von Kuhmuseen sind Museen aufgeführt, die die Kuh zum Thema haben.

## Deutschland
- Muuuhseum der Altmark Wust, Am Park 4, 39524 Wust-Fischbeck[1][2]
- Begehbarer Kuhmagen im Allgäuer Bergbauernmuseum Diepolz[3], einem Ortsteil der Stadt Immenstadt im Allgäu, Landkreis Oberallgäu, Bayern
- Museum RUND UMS RIND in der historischen Venner Wassermühle, Osnabrücker Straße 4, Ostercappeln / Venne[4]
- Upländer Milchmuhseum, Korbacher Str. 6, 34508 Willingen (Upland)[5]

## Frankreich
- La Maison de la Vache qui rit, 25 Richebourg Street, Lons-le-Saunier[6]

## Niederlande
- Das Cow Museum in Amsterdam, Leliegracht 4[7]

## Österreich
- Kuhmuseum in Winkl, einem Ortsteil der Gemeinde Obertraun – das erste Kuhmuseum Österreichs[8]

## Schweiz
- KUHniversum in der Trauffer Erlebniswelt & Bretterhotel, Holzkuhplatz 1, 3858 Hofstetten bei Brienz[9]